# 小行星2266
小行星2266（2266 Tchaikovsky）是一颗围绕太阳公转的小行星。1974年11月12日，柳德米拉·切爾尼赫在克里米亚发现了此天体。
該小行星以俄羅斯作曲家彼得·柴可夫斯基命名。
这颗小行星的绝对星等为205.8468776772335等。